# Анно, Жан-Жак
Жан-Жак Анно́ (фр. Jean-Jacques Annaud; род. 1943) — французский кинорежиссёр, сценарист и продюсер, обладатель премии Оскар за лучший фильм на иностранном языке (1977).

## Биография
Жан-Жак Анно родился 1 октября 1943 года во Франции. Учился в школе Вожирар, изучал литературу в Сорбонне, поступил в Институт высшего кинообразования (IDHEC). Окончил учёбу в 1964 году. В 1965 году проходит военную службу в Камеруне. После снимает телевизионную рекламу и учебные фильмы для французской армии.

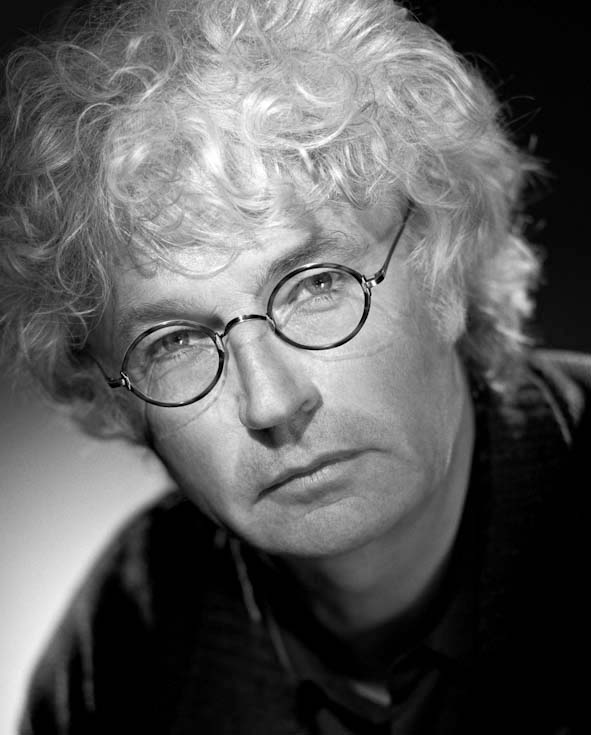
Жан-Жак Анно (1998)

Дебютный фильм «Черное и белое в цвете» (1976) не пользовался успехом во Франции, однако в 1977 году получил Оскар как лучший иностранный фильм в США. Жан Буиз, снимавшийся во втором его фильме «Удар головой» (1979), получает европейскую награду «Сезар». «Борьба за огонь» (1981) получил два «Сезара» — за лучший фильм года и режиссуру. В экранизации романа Умберто Эко «Имя Розы» снимались знаменитые голливудские актёры Шон Коннери и Кристиан Слейтер. Фильм был выпущен на английском языке и получил «Сезар» как лучший фильм на иностранном языке.
Анно становится первопроходцем в освоении новой цифровой технологии IMAX 3D и создаёт в ней первую в истории мирового кино игровую картину «Крылья отваги» (1995) продолжительностью около 45 минут.
В последнее время режиссёр живёт и работает в Лос-Анджелесе. Является председателем French Hollywood Circle — организации, которая объединяет более 130 французских профессионалов, работающих в киноиндустрии в Голливуде.
Как замечала Вита Рамм: «Будучи убежденным "леваком" и обожая фильмы Сергея Эйзенштейна, Анно никогда не скрывал своего скептицизма по отношению к власти».

## Личная жизнь
Женат вторым браком на скрипт-супервайзере Лоуренс Дюваль-Анно, с которой сотрудничает во всех своих картинах, начиная с фильма «Имя розы». В браке родилась дочь Луиза. Также Анно является отчимом Жюльетт Дюваль, дочери Лоуренс от первого брака.

## Фильмография

### Режиссёр
- 1976 — Чёрное и белое в цвете / Noirs et blancs en couleur
- 1979 — Удар головой / Coup de tête
- 1981 — Борьба за огонь / La guerre du feu
- 1986 — Имя Розы / Name de Rose
- 1988 — Медведь / L’ours
- 1992 — Любовник / L’amant
- 1995 — Крылья отваги / Wings of Courage
- 1997 — Семь лет в Тибете / Seven Years in Tibet
- 2001 — Враг у ворот / Enemy at the Gates
- 2004 — Два брата / Deux frères
- 2007 — Миллион лет до нашей эры 2 / Sa majeste' Minor
- 2011 — Чёрное золото / Or noir
- 2015 — Тотем волка / Wolf Totem
- 2018 — Правда о деле Гарри Квеберта / The Truth About the Harry Quebert Affair
- 2022 — Нотр-Дам в огне / Notre-Dame brûle

### Сценарист
- 1976 — Чёрное и белое в цвете / Noirs et blancs en couleur
- 1978 — Я робкий, но я лечусь / Je suis timide… mais je me soigne
- 1986 — Имя Розы / Name der Rose, Der
- 1992 — Любовник /  L’amant
- 1995 — Крылья отваги / Wings of Courage
- 1999 — Бегущий свободным / Running Free
- 2001 — Враг у ворот / Enemy at the Gates
- 2004 — Два брата / Deux frères
- 2011 — Чёрное золото / Or noir
- 2015 — Тотем волка / Wolf Totem